# Vicq-sur-Breuilh
Vicq-sur-Breuilh è un comune francese di 1 301 abitanti situato nel dipartimento dell'Alta Vienne nella regione della Nuova Aquitania.

## Società

### Evoluzione demografica
Abitanti censiti